# Юри Ступел
Юри Петров Ступел е български композитор, който живее и твори в Гърция.
Син е на известния композитор Петър Ступел. Завършва Академията за музикално и танцово изкуство в Пловдив. Автор е на музика в стил поп, детски песни, както и на театрална, телевизионна и филмова музика. Участва в „Младежкия конкурс за забавна песен“. Участник е и в движението „Ален мак“. Носител е на редица национални и международни награди. Едни от най-известните му творби (предимно мюзикъли) са създадени в сътрудничество с поета Стефан Цанев.
През 1988 г. се установява в Солун, а по-късно и в Атина, където преподава музика, а жена му – балет. Пише музика към театрални постановки за Народния театър в Атина, Държавния театър в Солун и други.

## Филмография (композитор)
- Летало (1980)
- Дядо, вълчо, лисана, Шаро и котана (1978)
- Грехове (тв, 1976)